# Bible of Love
Bible of Love (também conhecido por seu título completo Snoop Dogg Presents Bible of Love) é o décimo sexto álbum de estúdio do rapper americano Snoop Dogg. Foi lançado em 16 de março de 2018, pela RCA Inspiration. Bible of Love marcou a estréia do rapper na música gospel, assim como Reincarnated serviu como seu álbum de estréia no reggae em 2013. O próprio artista atuou como produtor executivo durante todo o projeto, ao lado de Lonny Bereal. O disco também serve como primeiro álbum duplo da carreira do artista, com o total de 32 faixas, sendo 15 no disco um, intitulado "Chapter One" e 17 no disco dois, intitulado "Chapter Two". O álbum conta com participações especiais de Tye Tribbett, Faith Evans, Rance Allen, Kim Burrell, entre outros.

## Desempenho comercial
O álbum estreou na 148° posição na Billboard 200, a principal parada musical que ranqueia os álbuns mais populares da semana no Estados Unidos, vendendo o equivalente a 5 mil copias na sua semana de estréia. Foi o vigésimo álbum digital mais vendido da semana, vendendo pouco mais de 3 mil downloads na sua primeira semana.  Bible of Love marcou a primeira aparição de Snoop na Billboard Top Gospel Albums, estreando no primeiro lugar, aonde permaneceu na liderança por sete semanas não consecutivas.

## Faixas
Créditos adaptados do Tidal.
| Disc 1: Chapter One |                                                                                       |         |  |
| N.º                 | Título                                                                                | Duração |  |
| 1.                  | "Thank You Lord (Intro)" (com participação especial de Chris Bolton)                  | 1:02    |  |
| 2.                  | "Love for God" (com participação especial de Uncle Chucc, The Zion Messengers e K-Ci) | 3:14    |  |
| 3.                  | "Always Got Something to Say"                                                         | 4:05    |  |
| 4.                  | "Defeated" (com participação especial de John P. Kee)                                 | 4:33    |  |
| 5.                  | "In the Name of Jesus" (com participação especial de October London)                  | 3:29    |  |
| 6.                  | "Going Home" (com participação especial de Uncle Chucc e The Zion Messengers)         | 4:13    |  |
| 7.                  | "Saved" (com participação especial de Faith Evans e 3rd Generation (Bereal Family))   | 3:35    |  |
| 8.                  | "Sunshine Feel Good" (com participação especial de Kim Burrell)                       | 3:48    |  |
| 9.                  | "Sunrise" (com participação especial de Sly Pyper)                                    | 3:57    |  |
| 10.                 | "Pure Gold" (com participação especial de The Clark Sisters)                          | 5:37    |  |
| 11.                 | "Pain" (com participação especial de B Slade)                                         | 4:44    |  |
| 12.                 | "New Wave" (com participação especial de Mali Music)                                  | 5:21    |  |
| 13.                 | "On Time" (com participação especial de B Slade)                                      | 3:48    |  |
| 14.                 | "You" (com participação especial de Tye Tribbett)                                     | 3:46    |  |
| 15.                 | "One More Day" (com participação especial de Charlie Wilson)                          | 4:46    |  |

| Disc 2: Chapter Two |                                                                                     |           |         |  |
| N.º                 | Título                                                                              | Artist(s) | Duração |  |
| 1.                  | "Bible of Love (Interlude)" (com participação especial de Lonny Bereal)             |           | 2:40    |  |
| 2.                  | "Come as You Are" (com participação especial de Marvin Sapp and Mary Mary)          |           | 5:41    |  |
| 3.                  | "Talk to God" (com participação especial de Mali Music and Kim Burrell)             |           | 4:23    |  |
| 4.                  | "Changed" (com participação especial de Isaac Carree and Jazze Pha)                 |           | 3:19    |  |
| 5.                  | "Praise Him" (com participação especial de Soopafly)                                |           | 3:33    |  |
| 6.                  | "Blessing Me Again" (com participação especial de Rance Allen)                      |           | 4:02    |  |
| 7.                  | "Blessed & Highly Favored (Remix)" (The Clark Sisters)                              |           | 5:04    |  |
| 8.                  | "Unbelievable" (com participação especial de Ev3)                                   |           | 3:35    |  |
| 9.                  | "No One Else" (com participação especial de K-Ci)                                   |           | 4:15    |  |
| 10.                 | "Chizzle" (com participação especial de Sly Pyper and Daz Dillinger)                |           | 4:41    |  |
| 11.                 | "My God" (com participação especial de James Wright)                                |           | 2:50    |  |
| 12.                 | "When It's All Over" (com participação especial de Patti LaBelle)                   |           | 5:02    |  |
| 13.                 | "Crown" (com participação especial de Tyrell Urquhart, Jazze Pha, and Issac Carree) |           | 3:31    |  |
| 14.                 | "Call Him" (com participação especial de Fred Hammond)                              |           | 4:28    |  |
| 15.                 | "Change the World" (com participação especial de John P. Kee)                       |           | 5:34    |  |
| 16.                 | "Voices of Praise"                                                                  |           | 3:58    |  |
| 17.                 | "Words Are Few" (com participação especial de B Slade)                              |           | 7:28    |  |

## Desempenho nas paradas musicais
| Paradas (2018)                     | Melhor posição |
| ---------------------------------- | -------------- |
| Estados Unidos (Billboard 200)     | 148            |
| Estados Unidos (Top Gospel Albums) | 1              |

| Chart (2018)                                 | Position |
| -------------------------------------------- | -------- |
| Estados Unidos (Billboard Top Gospel Albums) | 4        |